# 충청북도의 유형문화재 (제1호 ~ 제100호)
충청북도 유형문화재는 지방유형문화재 중에서 충청북도에 있는 유형문화재를 의미한다.

## 지정목록

### 제1호 ~ 제100호
| 번호  | 사진 | 명칭                                                            | 소재지                                      | 관리자 (단체)        | 지정일                                                                         | 참조 |
| 1호   |      | 법주사원통보전 (法住寺圓通寶殿)                                 | 충북 보은군 내속리면 사내리 209             | 법주사               | 1974년 4월 10일 지정, 1987년 3월 9일 해제, 보물 제916호로 승격                 |      |
| 2호   |      | 괴산각연사통일대사탑비 (槐山覺淵寺通一大師塔碑)                 | 충북 괴산군 칠성면 태성리 7-1               | 각연사               | 1974년 4월 10일 지정, 1999년 6월 28일 해제, 보물 제1295호로 승격               |      |
| 3호   |      | 옥천용암사쌍석탑 (沃川龍岩寺雙石塔)                             | 충북 옥천군 옥천읍 삼청리 산51-1            | 용암사               | 1974년 4월 10일 지정, 2002년 3월 12일 해제, 보물 제1338호로 승격               |      |
| 4호   |      | 제천신륵사삼층석탑 (堤川神勒寺三層石塔)                         | 충북 제천시 덕산면 월악리 803-5             | 신륵사               | 1974년 4월 10일 지정, 1999년 6월 28일 해제, 보물 제1296호로 승격               |      |
| 5호   |      | 월사집판목 (月沙集木板)                                         | 충북 옥천군 이원면 이원리 282               | 이남훈               | 1974년 4월 10일 지정, 1986년 4월 28일 해제, 경기도 유형문화재 제133호로 재지정 |      |
| 6호   |      | 충주 경종 태실 (忠州 景宗 胎室)                                 | 충북 충주시 엄정면 괴동리 산34-1            | 충주시               | 1975년 8월 20일 지정                                                           |      |
| 7호   |      | 청룡사보각국사비 (靑龍寺普覺國師碑)                             | 충북 충주시 소태면 오량리 산 32             |                      | 1974년 4월 10일 지정, 1979년 5월 22일 해제, 보물 제658호로 승격                |      |
| 8호   |      | 충주 창동리 오층석탑 (忠州 創洞里 五層石塔)                     | 충북 충주시 가금면 창동리 243               | 충주시               | 1975년 8월 20일 지정                                                           |      |
| 9호   |      | 음성 읍내리 오층모전석탑 (陰城 邑內里 五層模塼石塔)             | 충북 음성군 음성읍 읍내리 817-12            | 음성군               | 1975년 8월 20일 지정                                                           |      |
| 10호  |      | 옥천 석탄리 지석묘 (沃川 石灘里 支石墓)                         | 충북 옥천군 동이면 석탄리 685-2             | 옥천군               | 1975년 8월 20일 지정, 2010년 10월 1일 해제, 충북 기념물 제147호로 재지정       |      |
| 11호  |      | 보은 순조 태실 (報恩 純祖 胎室)                                 | 충북 보은군 속리산면 사내리 산1-1           | 법주사 주지          | 1975년 8월 20일 지정                                                           |      |
| 12호  |      | 복천암수암화상탑 (福泉庵秀庵和尙塔)                             | 충북 보은군 내속리면 사내리 산1-1           | 법주사               | 1975년 8월 20일 지정, 2004년 10월 7일 해제, 보물 제1416호로 승격               |      |
| 13호  |      | 복천암학조등곡화상탑 (福泉庵學祖燈谷和尙塔)                     | 충북 보은군 내속리면 사내리 산1-1           | 법주사               | 1975년 8월 20일 지정, 2004년 10월 7일 해제, 보물 제1418호로 승격               |      |
| 14호  |      | 청주용화사칠존미륵불 (淸州龍華寺七尊彌勒佛)                     | 충북 청주시 흥덕구 사직동 66-2              | 용화사               | 1976년 12월 20일 지정, 1989년 4월 10일 해제, 보물 제985호로 승격               |      |
| 15호  |      | 청주 충청도병마절도사영문 (淸州 忠淸道兵馬節度使營門)           | 충북 청주시 남문로2가 92-6                  | 청주시               | 1976년 12월 21일 지정                                                          |      |
| 16호  |      | 보은 법주사 세존사리탑 (報恩 法住寺 世尊舍利塔)                 | 충북 보은군 속리산면 사내리 209             | 법주사               | 1976년 12월 21일 지정                                                          |      |
| 17호  |      | 옥천 용암사 마애여래입상 (沃川 龍岩寺 磨崖如來立像)             | 충북 옥천군 옥천읍 삼청리 산51-1            | 용암사               | 1976년 12월 21일 지정                                                          |      |
| 18호  |      | 충주 원평리 석조여래입상 (忠州 院坪里 石造如來立像)             | 충북 충주시 신니면 원평리 108               | 충주시               | 1976년 12월 21일 지정                                                          |      |
| 19호  |      | 충주 미륵대원지 석등 (忠州 彌勒大院址 石燈)                     | 충북 충주시 상모면 미륵리 56                | 충주시               | 1976년 12월 21일 지정                                                          |      |
| 20호  |      | 제천 청풍 금남루 (堤川 淸風 錦南樓 )                            | 충북 제천시 청풍면 물태리 산6-20            | 제천시               | 1976년 12월 21일 지정                                                          |      |
| 21호  |      | 중원백운암철불좌상 (中原白雲庵鐵佛坐像)                         | 충북 충주시 엄정면 괴동리 33                | 백운암               | 1976년 12월 21일 지정, 2007년 10월 24일 해제, 보물 제1527호로 승격             |      |
| 22호  |      | 영동 가학루 (永同 駕鶴樓)                                       | 충북 영동군 황간면 남성리 140               | 황간향교             | 1976년 12월 20일 지정                                                          |      |
| 23호  |      | 청주 용암사 석조비로자나불좌상 (淸州 龍岩寺 石造毘盧遮那佛坐像) | 충북 청주시 청원구 대성로 298 청주대박물관  | 용암사               | 1976년 12월 21일 지정                                                          |      |
| 24호  |      | 청주 보살사 석조이불병립상 (淸州 菩薩寺 石造二佛竝立像)         | 충북 청주시 상당구 용암동 7                 | 보살사               | 1976년 12월 21일 지정                                                          |      |
| 25호  |      | 청주 탑동 오층석탑 (淸州 塔洞 五層石塔)                         | 충북 청주시 상당구 탑동 251                 | 장선옥               | 1976년 12월 21일 지정                                                          |      |
| 26호  |      | 안심사대웅전 (安心寺大雄殿)                                     | 충북 청원군 남이면 사동리 217 안심사        | 안심사               | 1976년 12월 21일 지정, 1980년 6월 11일 해제, 보물 제664호로 승격               |      |
| 27호  |      | 청주 안심사 세존사리탑 (淸州 安心寺 世尊舍利塔)                 | 충북 청주시 서원구 남이면 사동길 169-28     | 안심사               | 1976년 12월 21일 지정, 2014년 6월 27일 명칭변경                                |      |
| 28호  |      | 진천 농다리 (鎭川 籠橋)                                         | 충북 진천군 문백면 구산동리 601-32          | 진천군               | 1976년 12월 21일 지정                                                          |      |
| 29호  |      | 괴산 봉학사지 오층석탑 (槐山 鳳鶴寺址 五層石塔)                 | 충북 괴산군 사리면 사담리 산1               | 보광사               | 1976년 12월 21일 지정                                                          |      |
| 30호  |      | 괴산 봉학사지 석조여래좌상 (槐山 鳳鶴寺址 石造如來坐像)         | 충북 괴산군 사리면 사담리 산1               | 보광사               | 1976년 12월 21일 지정                                                          |      |
| 31호  |      | 보각국사정혜원융탑 (普覺國師定慧圓融塔)                         | 충북 충주시 소태면 오량리 산32              |                      | 1976년 12월 12일 지정, 1979년 5월 22일 해제, 국보 제1497호로 승격              |      |
| 32호  |      | 청룡사석등 (靑龍寺石燈)                                         | 충북 충주시 소태면 오량리 산 32             | 충주시               | 1976년 12월 21일 지정, 1979년 5월 22일 해제, 국보 제656호로 승격               |      |
| 33호  |      | 충주 미륵대원지 삼층석탑 (忠州 彌勒大院址 三層石塔)             | 충북 충주시 상모면 미륵리 58                | 충주시               | 1976년 12월 21일 지정                                                          |      |
| 34호  |      | 제천 청풍 금병헌 (堤川 淸風 錦屛軒)                             | 충북 제천시 청풍면 청풍호로 2048            | 제천시               | 1976년 12월 21일 지정                                                          |      |
| 35호  |      | 제천 청풍 팔영루 (堤川 淸風 八詠樓)                             | 충북 제천시 청풍면 청풍호로 2048            | 제천시               | 1976년 12월 21일 지정                                                          |      |
| 36호  |      | 자양영당 (紫陽影堂)                                             | 충북 제천시 봉양읍 공전리 475               |                      | 1976년 12월 21일 지정, 1984년 12월 31일 해제, 충북 기념물 제37호로 재지정      |      |
| 37호  |      | 송원화동사합편강목 목판 (宋元華東史合編綱目 木板)               | 충북 제천시 봉양읍 의암대로 466-7           | 제천시               | 1976년 12월 21일 지정                                                          |      |
| 38호  |      | 법주사희견보살상 (法住寺喜見菩薩像)                             | 충북 보은군 내속리면 사내리 209             | 법주사               | 1976년 12월 21일 지정, 2004년 10월 7일 해제, 보물 제1417호로 승격              |      |
| 39호  |      | 청주향교 (淸州鄕校)                                             | 충북 청주시 상당구 대성동 67                | 향교재단             | 1977년 12월 6일 지정                                                           |      |
| 40호  |      | 괴산 청안향교 (槐山 淸安鄕校)                                   | 충북 괴산군 청안면 읍내리 278               | 향교재단             | 1977년 12월 6일 지정                                                           |      |
| 41호  |      | 삼세충효문 (三世忠孝門)                                         | 충북 청원군 북일면 비중리 110-1             |                      | 1977년 12월 6일 지정, 1984년 12월 31일 해제, 충북 기념물 제40호로 재지정       |      |
| 42호  |      | 옥천 이지당 (沃川 二止堂)                                       | 충북 옥천군 군북면 이백6길 126(이백리 33)   | 이지당계             | 1977년 12월 6일 지정                                                           |      |
| 43호  |      | 선지당 및 정효각 (先志堂 및 旌孝閣)                             | 충북 영동군 심천면 각계리 382번지           | 김봉제               | 1977년 12월 6일 지정, 1984년 12월 31일 해제, 충북 기념물 제41호에 포함         |      |
| 44호  |      | 진천영수암괘불 (鎭川靈水庵掛佛)                                 | 충북 진천군 초평면 영구리 산542번지         | 영수사               | 1977년 12월 6일 지정, 2008년 3월 12일 해제, 보물 제1551호로 승격               |      |
| 45호  |      | 신잡 초상 (申磼 肖像)                                           | 충북 진천군                                 | 신상철               | 1977년 12월 6일 지정                                                           |      |
| 46호  |      | 보은 법주사 사천왕문 (報恩 法住寺 四天王門)                     | 충북 보은군 속리산면 사내리 209             | 법주사 주지          | 1977년 12월 6일 지정                                                           |      |
| 47호  |      | 신항서원 (薪巷書院)                                             | 충북 청주시 상당구 용정동 120               |                      | 1977년 12월 6일 지정, 1984년 12월 31일 해제, 충북 기념물 제42호로 재지정       |      |
| 48호  |      | 상현서원 (象賢書院)                                             | 충북 보은군 외속리면 서원리 304             |                      | 1977년 12월 6일 지정, 1984년 12월 31일 해제, 충북 기념물 제43호로 재지정       |      |
| 49호  |      | 청주 문의 문산관 (淸州 文義 文山館)                             | 충북 청주시 상당구 문의면 대청호반로 721    | 청주시               | 1978년 2월 22일 지정, 2014년 6월 27일 명칭변경                                 |      |
| 50호  |      | 괴산 애한정 (槐山 愛閑亭)                                       | 충북 괴산군 괴산읍 검승리 76                | 박용주               | 1978년 10월 27일 지정                                                          |      |
| 51호  |      | 청원안심사괘불 (淸原安心寺掛佛)                                 | 충북 청원군 남이면 사동리 271               |                      | 1978년 10월 27일 지정, 1997년 9월 22일 해제, 국보 제297호로 승격               |      |
| 52호  |      | 충익공청난공신녹권 (忠翼公淸難功臣錄券)                         | 충북 괴산군 청안면 문방리 153               | 탄티영산신씨종중     | 1979년 9월 29일 지정, 2003년 8월 21일 해제, 보물 제1380호로 승격               |      |
| 53호  |      | 충의공김문기유허비 (忠毅公金文起遺墟碑)                         | 충북 옥천군 이원면 백지리 841-1             |                      | 1979년 9월 29일 지정, 1984년 12월 31일 해제, 충북 기념물 제44호로 재지정       |      |
| 54호  |      | 옥천송우암유허비 (옥천송우암유허비)                             | 충북 옥천군 이원면 용방리                   | 송영달               | 1979년 9월 29일 지정, 1984년 12월 31일 해제, 충북 기념물 제45호로 재지정       |      |
| 55호  |      | 영동송우암유허비 (永同宋尤庵遺墟碑)                             | 충북 영동군 황간면 원촌리 111번지           | 송영달               | 1979년 9월 29일 지정, 1984년 12월 31일 해제, 충북 기념물 제46호로 재지정       |      |
| 56호  |      | 청주 보살사 극락보전 (淸州 菩薩寺 極樂寶殿)                     | 충북 청주시 상당구 용암동 7                 | 보살사               | 1980년 1월 9일 지정                                                            |      |
| 57호  |      | 충주향교 (忠州鄕校)                                             | 충북 충주시 교현동 179-1                    | 향교재단             | 1980년 1월 9일 지정                                                            |      |
| 58호  |      | 청주 월리사 대웅전 (淸州 月裡寺 大雄殿)                         | 충북 청주시 상당구 문의면 염티소전로 55-100 | 월리사               | 1980년 1월 9일 지정, 2014년 6월 27일 명칭변경                                  |      |
| 59호  |      | 청주 최명길 신도비 (淸州 崔鳴吉 神道碑)                         | 충북 청주시 청원구 북이면 대율리 253-3      | 최종혁               | 1980년 1월 9일 지정, 2014년 6월 27일 명칭변경                                  |      |
| 60호  |      | 김수온부조묘 (金守溫不조廟)                                     | 충북 보은군 보은읍 지산리 산 332            |                      | 1980년 1월 9일 지정, 1984년 12월 31일 해제, 충북 기념물 제48호로 재지정        |      |
| 61호  |      | 영동 영국사 대웅전 (永同 寧國寺 大雄殿)                         | 충북 영동군 양산면 누교리 1397              | 영국사               | 1980년 1월 9일 지정                                                            |      |
| 62호  |      | 청안사마소 (淸安司馬所)                                         | 충북 괴산군 청안면 읍내리 279               |                      | 1980년 1월 9일 지정, 1984년 12월 31일 해제, 충북 기념물 제49호로 재지정        |      |
| 63호  |      | 충주 이상급 신도비 (忠州 李尙伋 神道碑)                         | 충북 충주시 주덕읍 사락리 504               | 이종칠               | 1980년 1월 9일 지정                                                            |      |
| 64호  |      | 제천 청풍향교 (堤川 淸風鄕校)                                   | 충북 제천시 청풍면 물태리 산6-5             | 향교재단             | 1980년 1월 9일 지정                                                            |      |
| 65호  |      | 청주 보살사 오층석탑 (淸州 菩薩寺 五層石塔)                     | 충북 청주시 상당구 용암동 7                 | 보살사               | 1980년 11월 13일 지정                                                          |      |
| 66호  |      | 충주 청녕헌 (忠州 淸寧軒)                                       | 충북 충주시 성내동 154-1                    | 충주시               | 1980년 11월 13일 지정                                                          |      |
| 67호  |      | 충주 제금당 (忠州 製錦堂)                                       | 충북 충주시 성내동 154-1                    | 충주시               | 1980년 11월 13일 지정                                                          |      |
| 68호  |      | 충주 축성사적비 (忠州 築城事蹟碑)                               | 충북 충주시 성내동 154-1                    | 충주시               | 1980년 11월 13일 지정                                                          |      |
| 69호  |      | 충주 단호사 삼층석탑 (忠州 丹湖寺 三層石塔)                     | 충북 충주시 단월동 455                      | 단호사               | 1980년 11월 13일 지정                                                          |      |
| 70호  |      | 보은 법주사 석조 (報恩 法住寺 石槽)                             | 충북 보은군 속리산면 사내리 209             | 법주사 주지          | 1980년 11월 13일 지정                                                          |      |
| 71호  |      | 보은 법주사 벽암대사비 (報恩 法住寺 碧巖大師碑)                 | 충북 보은군 속리산면 사내리 209             | 법주사 주지          | 1980년 11월 13일 지정                                                          |      |
| 72호  |      | 이제현 초상 (李齊賢 肖像)                                       | 충북 보은군 탄부면 하장리 327               | 이양우               | 1980년 11월 13일 지정                                                          |      |
| 73호  |      | 영동 자풍서당 (永同 資風書堂)                                   | 충북 영동군 양강면 두평리 561               | 여운철               | 1980년 11월 13일 지정                                                          |      |
| 74호  |      | 괴산성산리고가 (괴산성산리고가)                                 | 충북 괴산군 증평읍 성산리                   | 김기응               | 1980년 11월 13일 지정, 1984년 1월 14일 해제, 국가민속문화재 제136호로 승격     |      |
| 75호  |      | 증평 광덕사 석조여래입상 (曾坪 光德寺 石造如來立像)             | 충북 증평군 도안면 광덕리 산21-2            | 광덕사               | 1980년 11월 13일 지정                                                          |      |
| 76호  |      | 충주 창동리 마애여래상 (忠州 倉洞里 磨崖如來像)                 | 충북 충주시 가금면 창동 240                 | 충주시               | 1980년 11월 13일 지정                                                          |      |
| 77호  |      | 가산사목불 (佳山寺木佛)                                         | 충북 옥천군 안내면 답양리                   | 가산사               | 1980년 11월 13일 지정, 1992년 10월 3일 해제, 화재로 소실                       |      |
| 78호  |      | 청주보살사괘불 (淸州菩薩寺掛佛)                                 | 충북 청주시 상당구 용암동 7                 | 보살사               | 1980년 12월 29일 지정, 1997년 8월 8일 해제, 보물 제1258호로 승격               |      |
| 79호  |      | 보은 법주사 자정국존비 (報恩 法住寺 慈淨國尊碑)                 | 충북 보은군 속리산면 사내리 209             | 법주사 주지          | 1980년 12월 19일 지정                                                          |      |
| 80호  |      | 단양 우화교신사비 (丹陽 羽化橋新事碑)                           | 충북 단양군 단성면 하방리 산17              | 단양군               | 1981년 5월 1일 지정                                                            |      |
| 81호  |      | 단양 탁오대 암각자 (丹陽 濯吾臺 岩刻字)                         | 충북 단양군 단성면 하방리 산17              | 단양군               | 1981년 5월 1일 지정                                                            |      |
| 82호  |      | 단양 복도별업 암각자 (丹陽 復道別業 岩刻字)                     | 충북 단양군 단성면 하방리 산17              | 단양군               | 1981년 5월 1일 지정                                                            |      |
| 83호  |      | 제천 도화리 고가 (堤川 桃花里 古家)                             | 충북 제천시 청풍면 물태리 산6-20            | 제천시               | 1981년 5월 1일 지정                                                            |      |
| 84호  |      | 제천 황석리 고가 (堤川 黃石里 古家)                             | 충북 제천시 청풍면 물태리 산6-20            | 제천시               | 1981년 5월 1일 지정                                                            |      |
| 85호  |      | 제천 후산리 고가 (堤川 後山里 古家)                             | 충북 제천시 청풍면 물태리 산6-20            | 제천시               | 1981년 5월 1일 지정                                                            |      |
| 86호  |      | 제천 중전리 고가 (堤川 中田里 古家)                             | 충북 제천시 금성면 중전리 45                | 제천시               | 1981년 5월 1일 지정                                                            |      |
| 87호  |      | 충주 최응성 고가 (忠州 崔應聖 古家)                             | 충북 충주시 살미면 용천리 428-1             | 이정숙               | 1981년 5월 1일 지정                                                            |      |
| 88호  |      | 제천 김세균 고가 (堤川 金世均 古家)                             | 충북 제천시 한수면 송계리 723-3             | 한광수               | 1981년 5월 1일 지정                                                            |      |
| 89호  |      | 제천 지곡리 고가 (堤川 池谷里 古家)                             | 충북 제천시 청풍면 물태리 산6-20            | 제천시               | 1981년 5월 1일 지정                                                            |      |
| 90호  |      | 제천 청풍 응청각 (堤川 淸風 凝淸閣)                             | 충북 제천시 청풍면 물태리 산6-20            | 제천시               | 1981년 5월 1일 지정                                                            |      |
| 91호  |      | 진천 태화4년명 마애여래입상 (鎭川 太和四年銘 磨崖如來立像)      | 충북 진천군 초평면 용정리 산7               | 진천군               | 1981년 5월 1일 지정                                                            |      |
| 92호  |      | 고봉정사 (孤峰精舍)                                             | 충북 보은군 마로면 관기리 458-1             |                      | 1981년 5월 1일 지정, 1984년 12월 31일 해제, 기념물 제51호로 재지정             |      |
| 93호  |      | 괴산 청안 안민헌 (槐山 淸安 安民軒)                             | 충북 괴산군 청안면 읍내리 573-5             | 괴산군               | 1981년 12월 26일 지정                                                          |      |
| 94호  |      | 청주 문의향교 (淸州原 文義鄕校)                                 | 충북 청주시 상당구 문의면 문의시내1길 11-14 | 향교재단             | 1981년 12월 26일 지정, 2014년 6월 27일 명칭변경                                |      |
| 95호  |      | 보은향교 (報恩鄕校)                                             | 충북 보은군 보은읍 교사리 283               | 충북유도회 보은지부  | 1981년 12월 26일 지정                                                          |      |
| 96호  |      | 보은 회인향교 (報恩 懷仁鄕校)                                   | 충북 보은군 회인면 부수리 405-2외           | 충북 유도회 회인지회 | 1981년 12월 26일 지정                                                          |      |
| 97호  |      | 옥천향교 (沃川鄕校)                                             | 충북 옥천군 옥천읍 향수8길 8(교동리 320)    | 향교재단             | 1981년 12월 26일 지정                                                          |      |
| 98호  |      | 옥천 청산향교 (沃川 靑山鄕校)                                   | 충북 옥천군 청산면 교평2길 18(교평리 267)   | 향교재단             | 1981년 12월 26일 지정                                                          |      |
| 99호  |      | 영동향교 (永同鄕校)                                             | 충북 영동군 영동읍 부용리 392               | 김홍돌               | 1980년 1월 4일 지정                                                            |      |
| 100호 |      | 영동 황간향교 (永同 黃澗鄕校)                                   | 충북 영동군 황간면 남성리 150-1             | 이경환               | 1980년 1월 4일 지정                                                            |      |

## 참고 자료
- 충청북도 고시/공고